# Điền Đan
Điền Đan (田單) là danh tướng nước Tề thời Chiến Quốc trong lịch sử Trung Quốc. Ông có công đánh đuổi quân Yên, khôi phục nước Tề vào đầu thế kỷ 3 TCN.

## Thoát nạn khi chạy loạn
Theo Sử ký, Điền Đan là họ hàng xa họ Điền tôn thất nước Tề. Thời Tề Mẫn Vương (319 - 284 TCN), Điền Đan làm người coi chợ ở Lâm Truy, không có danh tiếng gì.
Trước đây, Tề Mẫn Vương nhân nước Yên có loạn Tử Chi, năm 315 TCN sai Khuông Chương mang quân sang định diệt Yên. Dù cuối cùng không bị diệt nhưng nước Yên bị tàn phá nặng nề.
Vua Yên mới là Yên Chiêu Vương nuôi chí phục thù. Sau một thời gian dài chuẩn bị lực lượng và liên kết với các chư hầu, năm 285 TCN, Yên Chiêu Vương sai Nhạc Nghị làm đại tướng, liên minh với Tần, Triệu, Nguỵ, Hàn đồng loạt đánh phá nước Tề. Quân Tề không chống nổi liên quân 5 nước, vua Tề Mẫn Vương trốn chạy, rút về giữ thành Cử. Quân Yên thừa thế ruổi dài đuổi đánh, lần lượt bình định nước Tề.
Khi đó Điền Đan bỏ chạy vào thành An Bình, ông sai họ hàng cưa tất cả hai đầu trục xe, lấy sắt lắp vào để làm trục để phòng xa khi chạy loạn.
Quân Yên tấn công An Bình. Thành vỡ, người Tề bỏ chạy, tranh nhau đường, đầu trục xe gãy, xe đổ nên bị quân Yên bắt làm tù binh. Chỉ có họ hàng nhà Điền Đan nhờ có đầu trục xe bịt sắt cho nên trốn thoát, đi về hướng Đông giữ đất Tức Mặc. Quân Yên chiêu hàng tất cả 70 thành của nước Tề, chỉ còn Cử và Tức Mặc là chưa bị hạ.

## Làm chủ tướng thành Tức Mặc
Quân Yên nghe tin vua Tề ở thành Cử nên dồn tất cả binh lực đánh thành Cử. Tề Mẫn Vương cầu cứu đồng minh là nước Sở. Sở sai tướng Trác Xỉ mang quân cứu Tề, nhưng khi vào được thành Cử, Trác Xỉ lại giết Tề Mẫn Vương để mưu toan cát cứ ở thành Cử.
Trác Xỉ cố giữ thành chống lại quân Yên. Quân Yên đánh một năm không lấy được, bèn đem quân về hướng Đông vây Tức Mặc. Quan đại phu trấn thủ ở Tức Mặc ra giao chiến bị thua và chết. Người trong thành thấy Điền Đan có mẹo chặt trục xe để chạy thoát, biết ông là người mưu trí, bèn cùng nhau tiến cử Điền Đan làm quan giữ thành để chống lại quân Yên.

## Đại phá quân Yên

### Kế ly gián
Tề Mẫn Vương bị giết, người thành Cử đi tìm người con của Mẫn Vương, bắt gặp công tử Pháp Chương đang làm người tưới vườn ở tại nhà quan thái sử tên là Hiệu, bèn lập làm Tề vương mới, tức là Tề Tương vương.
Người thành Cử theo mệnh lệnh của Pháp Chương đồng lòng đánh vào dinh quân Sở giết chết Trác Xỉ, lại nghe tin Điền Đan đang giữ vững thành Tức Mặc nên kiên trì chống Yên.
Nhạc Nghị vây hai thành cuối cùng của nước Tề lâu ngày không hạ được. Năm 279 TCN, Yên Chiêu Vương chết, con là Huệ Vương lên ngôi.
Yên Huệ vương có hiềm khích với Nhạc Nghị. Điền Đan nghe tin ấy bèn tung phản gián vào nước Yên, phao tin rằng:
"Vua Tề đã chết, nước Tề chỉ còn hai thành nữa không lấy được mà thôi. Nhạc Nghị sợ bị giết nên không dám về, ông ta mượn tiếng đánh Tề, nhưng thực ra là muốn kết hợp binh lực, ngoảnh mặt về hướng Nam làm vua đất Tề. Người Tề chưa theo, vì vậy, ông ta đánh Tức Mặc không ráo riết để cho họ theo mình. Người Tề chỉ sợ viên tướng khác đến thì thành Tức Mặc sẽ bị tiêu diệt mất".
Vua Yên cho là phải, bèn cách chức Nhạc Nghị, sai Kỵ Kiếp thay làm tướng đánh Tề.
Nhạc Nghị bị đoạt binh quyền không dám trở về Yên, nên đầu hàng nước Triệu. Sĩ tốt nước Yên phẫn uất vì tín nhiệm Nhạc Nghị.

### Kích động lòng người
Điền Đan bèn sai người ở trong thành, khi ăn thì phải cúng tổ tiên ở ngoài sân. Chim chóc ở ngoài đều bay vào thành lượn xuống ăn. Nước Yên cho là quái lạ. Nhân đó, Điền Đan lại phao tin rằng: 
Có thần đến dạy bảo ta
Rồi ông nói với người dân trong thành:
Sẽ có thần nhân làm thầy cho ta.
Có một người lính nói:
Tôi làm thầy có được không?
Nói xong, liền bỏ chạy, Điền Đan đứng dậy kéo anh ta lại, đặt ngồi hướng về Đông, thờ làm thầy. Người lính nói:
Tôi nói dối ông đấy, tôi thật không có tài cán gì!
Điền Đan biết vậy nhưng để kích động tinh thần quân sĩ trong thành, ông nhất định để người lính đó ở vị trí quân sử và thờ ông ta làm thầy, mỗi khi ra hiệu lệnh đều gọi là "thần sư".
Sau đó, Điền Đan lại phao lên rằng:
Ta chỉ sợ quân Yên xẻo mũi lính Tề, đặt họ ra hàng đầu để cùng ta giao chiến, nếu họ làm thế thì Tức Mặc sẽ bị thua.
Quân Yên nghe vậy làm đúng lời Điền Đan nói. Người trong thành thấy tất cả những người Tề đầu hàng đều bị xẻo mũi nên nổi giận kiên quyết giữ thành, chỉ sợ bị quân Yên tóm được. Điền Đan lại tung bọn phản gián nói:
Ta sợ người Yên đào mồ mả tổ tiên của ta ở ngoài thành làm nhục tổ tiên ta, nếu họ làm thế thì thật đáng sợ.
Quân Yên đào tất cả mồ mả của người Tề lên, thiêu xác chết. Người thành Tức Mặc ở trên thành nhìn ra thấy thế đều khóc, muốn ra đánh, giận gấp mười lần trước.

### Thả trâu lửa phá địch
Điền Đan nhiều lần bày mưu phản gián và kích động quân dân, biết quân sĩ đã dùng được, bèn chuẩn bị đánh trận. Ông thân hành mang bai, thuổng, cùng sĩ tốt phân công, biên tên cả vợ và nàng hầu vào quân đội, phân tán tất cả thức ăn thức uống để nuôi quân sĩ.
Điền Đan sai tất cả quân sĩ mang áo giáp nấp một nơi, còn người già yếu, đàn bà con gái đều lên thành cho sứ sang trại quân Yên, giao ước với Kỵ Kiếp sẽ đầu hàng Yên. Kỵ Kiếp mừng rỡ, ngỡ là Tức Mặc sắp hàng nên không lo phòng bị.
Điền Đan lại sai thu vàng của dân được một ngàn dật, bảo những người giàu có ở Tức Mặc đưa cho tướng sĩ Yên mà nói:
Thành Tức Mặc sắp đầu hàng, xin các ông chớ bắt bớ, cướp bóc vợ con của gia đình họ hàng chúng tôi để cho họ được sống yên ổn như trước.
Kỵ Kiếp cả mừng, bằng lòng. Quân Yên vì thế lại càng trễ nải hơn.
Điền Đan bèn thu trong thành được hơn một nghìn con trâu, lấy vải quyến mặc lên mình trâu, vẽ vằn rồng ngũ sắc, buộc mũi nhọn ở đầu sừng, buộc lau vào đuôi đổ mỡ vào đấy rồi đốt những bó lau. Ông lại sai đục mấy mươi hang ở thành, ban đêm tung trâu ra, năm ngàn tráng sĩ tiếp theo sau. Đuôi trâu nóng, trâu nổi giận, xông vào quân Yên, quân Yên đang đêm cả sợ. Đuôi trâu bốc lửa, ánh sáng chói lòa. Quân Yên nhìn vào thì thấy toàn là vằn rồng, trâu húc vào ai thì người ấy đều bị thương và chết.
Điền Đan dẫn 5.000 quân theo đó ngậm tăm xông vào đánh, trong thành lại đánh trống reo hò trợ lực, người già cả, yếu đuối đều đánh đồ đồng, tiếng vang động trời đất. Quân Yên hoảng sợ thua chạy. Quân Tề đuổi theo giết tướng Yên là Kỵ Kiếp, quân Yên chạy toán loạn, người Tề đuổi theo quân Yên. Quân Tề đi qua thành ấp nào thì thành ấy đều phản lại nước Yên mà trở về với Tề.
Quân của Điền Đan mỗi ngày một nhiều, thừa thắng đuổi theo. Quân Yên ngày càng thua lớn, bỏ chạy. Cuối cùng, quân Yên rút về trên sông Hoàng Hà, hơn bảy mươi thành của Tề đều trở về nước Tề như cũ. Điền Đan bèn đón Tề Tương Vương ở thành Cử vào thành Lâm Tri để cai trị. Tương Vương phong Điền Đan làm An Bình Quân.
Về sau, Điền Đan trở thành tướng quốc nước Tề. Theo Chiến Quốc Sách, ông còn ra quân đánh quân nước Địch phía bắc, giữ yên bờ cõi nước Tề.